# Марсело Мело
Марсело Пінейро Даві де Мело (порт. Marcelo Pinheiro Davi de Melo, бразильська вимова [maʁˈsɛlu ˈmɛlu]) — бразильський тенісист, спеціаліст з парної гри, колишня перша ракетка світу у парному розряді, дворазовий чемпіон турнірів Великого шлему.

## Значні фінали

### Фінали турнірів Великого шлему

#### Парний розряд: 3 (2–1)
| Результат | Рік  | Турнір      | Поверхня | Партнер     | Супротивники            | Рахунок                        |
| --------- | ---- | ----------- | -------- | ----------- | ----------------------- | ------------------------------ |
| Поразка   | 2013 | Wimbledon   | Трава    | Іван Додіг  | Боб Браян Майк Браян    | 6–3, 3–6, 4–6, 4–6             |
| Перемога  | 2015 | French Open | Ґрунт    | Іван Додіг  | Боб Браян Майк Браян    | 6–7(5–7), 7–6(7–5), 7–5        |
| Перемога  | 2017 | Wimbledon   | Трава    | Лукаш Кубот | Олівер Марах Мате Павич | 5–7, 7–5, 7–6(7–2), 3–6, 13–11 |

#### Мікст: 1 (0–1)
| Результат | Рік  | Турнір      | Поверхня | Партнерка | Супротивники           | Рахунок               |
| --------- | ---- | ----------- | -------- | --------- | ---------------------- | --------------------- |
| Поразка   | 2009 | French Open | Ґрунт    | Ваня Кінґ | Боб Браян Лізель Губер | 7–5, 6–7(5–7), [7–10] |

### Підсумковий турнір року

#### Парний розряд: 2 (0-2 )
| Результат | Рік  | Турнір            | Поверхня | Партнер     | Супротивники             | Рахунок               |
| --------- | ---- | ----------------- | -------- | ----------- | ------------------------ | --------------------- |
| Поразка   | 2014 | Фінал ATP, Лондон | Хард (i) | Іван Додіг  | Боб Браян Майк Браян     | 7–6(7–5), 2–6, [7–10] |
| Поразка   | 2017 | Фінал ATP, Лондон | Хард (i) | Лукаш Кубот | Генрі Контінен Джон Пірс | 4–6, 2–6              |

### Фінали Мастерс 1000

#### Парний розряд: 12 (8–4)
| Результат | Рік  | Турнір         | Поверхня | Партнер      | Супротивники                    | Рахунок                    |
| --------- | ---- | -------------- | -------- | ------------ | ------------------------------- | -------------------------- |
| Перемога  | 2013 | Шанхай         | Хард     | Іван Додіг   | Давід Морерро Фернандо Вердаско | 7–6(7–2), 6–7(6–8), [10–2] |
| Поразка   | 2014 | Монте-Карло    | Ґрунт    | Іван Додіг   | Боб Браян Майк Браян            | 3–6, 6–3, [8–10]           |
| Поразка   | 2014 | Мастерс Канада | Хард     | Іван Додіг   | Александр Пея Бруно Соарес      | 4–6, 3–6                   |
| Перемога  | 2015 | Шахай (2)      | Хард     | Равен Класен | Сімоне Болеллі Фабіо Фоніні     | 6–3, 6–3                   |
| Перемога  | 2015 | Paris          | Хард     | Іван Додіг   | Вашек Поспішил Джек Сок         | 2–6, 6–3, [10–5]           |
| Перемога  | 2016 | Canada         | Хард     | Іван Додіг   | Джеймі Маррей Бруно Соарес      | 6–4, 6–4                   |
| Перемога  | 2016 | Cincinnati     | Хард     | Іван Додіг   | Жан-Жульєн Рожер Горія Текеу    | 7–6(7–5), 6–7(5–7), [10–5] |
| Поразка   | 2017 | Indian Wells   | Хард     | Лукаш Кубот  | Равен Класен Ражів Рам          | 7–6(7–1), 4–6, [8–10]      |
| Перемога  | 2017 | Miami          | Хард     | Лукащ Кубот  | Ніколас Монро Джек Сок          | 7–5, 6–3                   |
| Перемога  | 2017 | Мадрид         | Ґрунт    | Лукаш Кубот  | Ніколя Маю Едуар Роже-Васслен   | 7–5, 6–3                   |
| Поразка   | 2017 | Шанхай         | Хард     | Лукаш Кубот  | Генрі Контінен Джон Пірс        | 4–6, 2–6                   |
| Перемога  | 2017 | Париж (2)      | Хард (i) | Лукаш Кубот  | Іван Додіг Марсель Гранольєрс   | 7–6(7–3), 3–6, [10–6]      |

## Фінали турнірів ATP

### Парний розряд: 77 (39 титулів, 38 поразок)
| Легенда                      |
| ---------------------------- |
| Турніри Великого шлему (2–2) |
| Фінал ATP (0–2)              |
| Тур ATP Мастерс 1000 (9–7)   |
| Тур ATP 500 (12–12)          |
| Тур ATP 250 (16–15)          |

| Фінали за покриттям |
| ------------------- |
| Тверде (23–23)      |
| Ґрунт (10–9)        |
| Трава (6–6)         |

| Фінали за умовами |
| ----------------- |
| Під небом (33–30) |
| У залі (6–8)      |

| Результат | В-П   | Дата     | Турнір                                         | Tier          | Покриття   | Партнер               | Опоненти                                    | Рахунок                        |
| --------- | ----- | -------- | ---------------------------------------------- | ------------- | ---------- | --------------------- | ------------------------------------------- | ------------------------------ |
| Перемога  | 1–0   | Кві 2007 | Estoril Open, Португалія                       | International | Ґрунт      | Андре Са              | Мартін Гарсія Себастьян Прієто              | 3–6, 6–2, [10–6]               |
| Перемога  | 2–0   | Січ 2008 | Brisbane International, Австралія              | International | Тверде     | Мартін Гарсія         | Кріс Гуччоне Роберт Смітс                   | 6–3, 3–6, [10–7]               |
| Перемога  | 3–0   | Лют 2008 | Brasil Open, Бразилія                          | International | Ґрунт      | Андре Са              | Альберт Монтаньєс Сантьяго Вентура Бертомеу | 4–6, 6–2, [10–7]               |
| Перемога  | 4–0   | Тра 2008 | Hypo Group International, Австрія              | International | Ґрунт      | Андре Са              | Юліан Ноул Юрген Мельцер                    | 7–5, 6–7(3–7), [13–11]         |
| Поразка   | 4–1   | Чер 2008 | Queen's Club Championships, UK                 | International | Трава      | Андре Са              | Деніел Нестор Ненад Зімоньїч                | 4–6, 6–7(3–7)                  |
| Перемога  | 5–1   | Сер 2008 | Connecticut Open, US                           | International | Тверде     | Андре Са              | Магеш Бгупаті Марк Ноулз (тенісист)         | 7–5, 6–2                       |
| Поразка   | 5–2   | Бер 2009 | Delray Beach Open, US                          | 250 Series    | Тверде     | Андре Са              | Боб Браян Майк Браян                        | 4–6, 4–6                       |
| Перемога  | 6–2   | Тра 2009 | Austrian Open Kitzbühel, Австрія               | 250 Series    | Ґрунт      | Андре Са              | Андрей Павел Горія Текеу                    | 6–7(9–11), 6–2, [10–7]         |
| Поразка   | 6–3   | Чер 2009 | Queen's Club Championships, UK (2)             | 250 Series    | Трава      | Андре Са              | Веслі Муді Михайло Южний                    | 6–4, 4–6, [10–6]               |
| Поразка   | 6–4   | Лип 2009 | Hamburg European Open, Німеччина               | 500 Series    | Ґрунт      | Філіп Полашек         | Сімон Аспелін Пол Генлі                     | 6–3, 6–3                       |
| Поразка   | 6–5   | Січ 2010 | ATP Auckland Open, Нова Зеландія               | 250 Series    | Тверде     | Бруно Соарес          | Маркус Даніелл Горія Текеу                  | 7–5, 6–4                       |
| Перемога  | 7–5   | Тра 2010 | Open de Nice Côte d'Azur, Франція              | 250 Series    | Ґрунт      | Бруно Соарес          | Роган Бопанна Айсам-уль-Хак Куреші          | 1–6, 6–3, [10–5]               |
| Поразка   | 7–6   | Сер 2010 | Swiss Open Gstaad, Швейцарія                   | 250 Series    | Ґрунт      | Бруно Соарес          | Юган Брунстрем Яркко Ніємінен               | 3–6, 7–6(7–4), [9–11]          |
| Поразка   | 7–7   | Вер 2010 | Moselle Open, Франція                          | 250 Series    | Тверде (i) | Бруно Соарес          | Дастін Браун Рогір Вассен                   | 3–6, 3–6                       |
| Перемога  | 8–7   | Лют 2011 | Chile Open, Чилі                               | 250 Series    | Ґрунт      | Бруно Соарес          | Лукаш Кубот Олівер Марах                    | 6–3, 7–6(7–3)                  |
| Перемога  | 9–7   | Лют 2011 | Brasil Open, Бразилія (2)                      | 250 Series    | Ґрунт      | Бруно Соарес          | Пабло Андухар Даніель Хімено-Травер         | 7–6(7–4), 6–3                  |
| Поразка   | 9–8   | Лют 2011 | Abierto Mexicano TELCEL, Мексика               | 500 Series    | Ґрунт      | Бруно Соарес          | Віктор Генеску Горія Текеу                  | 1–6, 3–6                       |
| Поразка   | 9–9   | Вер 2011 | Moselle Open, Франція                          | 250 Series    | Тверде (i) | Лукаш Длоуги          | Джеймі Маррей Андре Са                      | 4–6, 6–7(7–9)                  |
| Поразка   | 9–10  | Жов 2011 | Stockholm Open, Швеція                         | 250 Series    | Тверде (i) | Бруно Соарес          | Роган Бопанна Айсам-уль-Хак Куреші          | 1–6, 3–6                       |
| Поразка   | 9–11  | Лют 2012 | U.S. National Indoor Championships, US         | 500 Series    | Тверде (i) | Іван Додіг            | Максим Мирний Деніел Нестор                 | 6–4, 5–7, [7–10]               |
| Перемога  | 10–11 | Жов 2012 | Stockholm Open, Швеція                         | 250 Series    | Тверде (i) | Бруно Соарес          | Роберт Ліндстедт Ненад Зімоньїч             | 6–7(4–7), 7–5, [10–6]          |
| Перемога  | 11–11 | Січ 2013 | Brisbane International, Австралія (2)          | 250 Series    | Тверде     | Томмі Робредо         | Ерік Буторак Paul Hanley                    | 4–6, 6–1, [10–5]               |
| Поразка   | 11–12 | Лип 2013 | Вімблдонський турнір, UK                       | Grand Slam    | Трава      | Іван Додіг            | Боб Браян Майк Браян                        | 6–3, 3–6, 4–6, 4–6             |
| Перемога  | 12–12 | Жов 2013 | Мастерс Шанхай, КНР                            | Masters 1000  | Тверде     | Іван Додіг            | Давід Марреро Фернандо Вердаско             | 7–6(7–2), 6–7(6–8), [10–2]     |
| Перемога  | 13–12 | Січ 2014 | Auckland Open, Нова Зеландія                   | 250 Series    | Тверде     | Юліан Ноул            | Александер Пея Бруно Соарес                 | 4–6, 6–3, [10–5]               |
| Поразка   | 13–13 | Лют 2014 | Rio Open, Бразилія                             | 500 Series    | Ґрунт      | Давід Марреро         | Хуан Себастьян Кабаль Роберт Фара           | 4–6, 2–6                       |
| Поразка   | 13–14 | Кві 2014 | Мастерс Монте-Карло, Монако                    | Masters 1000  | Ґрунт      | Іван Додіг            | Боб Браян Майк Браян                        | 3–6, 6–3, [8–10]               |
| Поразка   | 13–15 | Сер 2014 | Мастерс Канада, Канада                         | Masters 1000  | Тверде     | Іван Додіг            | Александер Пея Бруно Соарес                 | 4–6, 3–6                       |
| Поразка   | 13–16 | Жов 2014 | Japan Open, Японія                             | 500 Series    | Тверде     | Іван Додіг            | П'єр-Юг Ербер Міхал Пшисєнжний              | 3–6, 7–6(7–3), [5–10]          |
| Поразка   | 13–17 | Лис 2014 | Фінал ATP, UK                                  | Tour Фінали   | Тверде (i) | Іван Додіг            | Боб Браян Майк Браян                        | 7–6(7–5), 2–6, [7–10]          |
| Перемога  | 14–17 | Бер 2015 | Mexican Open, Мексика                          | 500 Series    | Тверде     | Іван Додіг            | Маріуш Фирстенберг Сантьяго Гонсалес        | 7–6(7–2), 5–7, [10–3]          |
| Перемога  | 15–17 | Чер 2015 | Відкритий чемпіонат Франції з тенісу, Франція  | Grand Slam    | Ґрунт      | Іван Додіг            | Боб Браян Майк Браян                        | 6–7(5–7), 7–6(7–5), 7–5        |
| Поразка   | 15–18 | Сер 2015 | Washington Open, US                            | 500 Series    | Тверде     | Іван Додіг            | Боб Браян Майк Браян                        | 4–6, 2–6                       |
| Перемога  | 16–18 | Жов 2015 | Японія Open, Японія                            | 500 Series    | Тверде     | Равен Класен          | Хуан Себастьян Кабаль Robert Farah          | 7–6(7–5), 3–6, [10–7]          |
| Перемога  | 17–18 | Жов 2015 | Shanghai Masters, КНР (2)                      | Masters 1000  | Тверде     | Равен Класен          | Сімоне Болеллі Фабіо Фоніні                 | 6–3, 6–3                       |
| Перемога  | 18–18 | Жов 2015 | Vienna Open, Австрія                           | 500 Series    | Тверде (i) | Лукаш Кубот           | Джеймі Маррі Джон Пірс (тенісист)           | 4–6, 7–6(7–3), [10–6]          |
| Перемога  | 19–18 | Лис 2015 | Мастерс Париж, Франція                         | Masters 1000  | Тверде (i) | Іван Додіг            | Вашек Поспішил Джек Сок                     | 2–6, 6–3, [10–5]               |
| Поразка   | 19–19 | Чер 2016 | Nottingham Open, UK                            | 250 Series    | Трава      | Іван Додіг            | Домінік Інглот Деніел Нестор                | 5–7, 6–7(4–7)                  |
| Перемога  | 20–19 | Сер 2016 | Canadian Open, Канада                          | Masters 1000  | Тверде     | Іван Додіг            | Джеймі Маррі Бруно Соарес                   | 6–4, 6–4                       |
| Перемога  | 21–19 | Сер 2016 | Мастерс Цинциннаті, US                         | Masters 1000  | Тверде     | Іван Додіг            | Жан-Жульєн Роєр Горія Текеу                 | 7–6(7–5), 6–7(5–7), [10–6]     |
| Перемога  | 22–19 | Жов 2016 | Vienna Open, Австрія (2)                       | 500 Series    | Тверде (i) | Лукаш Кубот           | Олівер Марах Фабріс Мартен                  | 4–6, 6–3, [13–11]              |
| Поразка   | 22–20 | Бер 2017 | Indian Wells Open, US                          | Masters 1000  | Тверде     | Лукаш Кубот           | Равен Класен Ражів Рам                      | 7–6(7–1), 4–6, [8–10]          |
| Перемога  | 23–20 | Кві 2017 | Відкритий чемпіонат Маямі з тенісу, US         | Masters 1000  | Тверде     | Лукаш Кубот           | Ніколас Монро Джек Сок                      | 7–5, 6–3                       |
| Перемога  | 24–20 | Тра 2017 | Мастерс Мадрид, Іспанія                        | Masters 1000  | Ґрунт      | Лукаш Кубот           | Ніколя Маю Едуар Роже-Васслен               | 7–5, 6–3                       |
| Перемога  | 25–20 | Чер 2017 | Rosmalen Grass Court Championships, Нідерланди | 250 Series    | Трава      | Лукаш Кубот           | Равен Класен Ражів Рам                      | 6–3, 6–4                       |
| Перемога  | 26–20 | Чер 2017 | Halle Open, Німеччина                          | 500 Series    | Трава      | Лукаш Кубот           | Александр Зверєв Міша Зверєв                | 5–7, 6–3, [10–8]               |
| Перемога  | 27–20 | Лип 2017 | Wimbledon, UK                                  | Grand Slam    | Трава      | Лукаш Кубот           | Олівер Марах Мате Павич                     | 5–7, 7–5, 7–6(7–2), 3–6, 13–11 |
| Поразка   | 27–21 | Сер 2017 | Washington Open, US                            | 500 Series    | Тверде     | Лукаш Кубот           | Генрі Контінен Джон Пірс                    | 6–7(5–7), 4–6                  |
| Поразка   | 27–22 | Жов 2017 | Shanghai Masters, КНР                          | Masters 1000  | Тверде     | Лукаш Кубот           | Генрі Контінен Джон Пірс (тенісист)         | 4–6, 2–6                       |
| Перемога  | 28–22 | Лис 2017 | Paris Masters, Франція (2)                     | Masters 1000  | Тверде (i) | Лукаш Кубот           | Іван Додіг Марсель Гранольєрс               | 7–6(7–3), 3–6, [10–6]          |
| Поразка   | 28–23 | Лис 2017 | ATP Фінали, UK                                 | Tour Фінали   | Тверде (i) | Лукаш Кубот           | Генрі Контінен Джон Пірс (тенісист)         | 4–6, 2–6                       |
| Перемога  | 29–23 | Січ 2018 | Sydney International, Австралія                | 250 Series    | Тверде     | Лукаш Кубот           | Ян-Леннард Штруфф Віктор Троїцький          | 6–3, 6–4                       |
| Перемога  | 30–23 | Чер 2018 | Halle Open, Німеччина (2)                      | 500 Series    | Трава      | Лукаш Кубот           | Александр Зверєв Міша Зверєв                | 7–6(7–1), 6–4                  |
| Поразка   | 30–24 | Вер 2018 | Відкритий чемпіонат США з тенісу, US           | Grand Slam    | Тверде     | Лукаш Кубот           | Майк Браян Джек Сок                         | 3–6, 1–6                       |
| Перемога  | 31–24 | Жов 2018 | China Open, КНР                                | 500 Series    | Тверде     | Лукаш Кубот           | Олівер Марах Мате Павич                     | 6–1, 6–4                       |
| Перемога  | 32–24 | Жов 2018 | Shanghai Masters, КНР (3)                      | Masters 1000  | Тверде     | Лукаш Кубот           | Джеймі Маррі Бруно Соарес                   | 6–4, 6–2                       |
| Поразка   | 32–25 | Бер 2019 | Indian Wells Masters, US                       | Masters 1000  | Тверде     | Лукаш Кубот           | Нікола Мектич Орасіо Себальйос              | 6–4, 4–6, [3–10]               |
| Поразка   | 32–26 | Чер 2019 | Halle Open, Німеччина                          | 500 Series    | Трава      | Лукаш Кубот           | Равен Класен Майкл Вінус                    | 6–4, 3–6, [4–10]               |
| Перемога  | 33–26 | Сер 2019 | Winston-Salem Open, US                         | 250 Series    | Тверде     | Лукаш Кубот           | Ніколас Монро Тенніс Сендгрен               | 6–7(6–8), 6–1, [10–3]          |
| Поразка   | 33–27 | Жов 2019 | КНР Open, КНР                                  | 500 Series    | Тверде     | Лукаш Кубот           | Іван Додіг Філіп Полашек                    | 3–6, 6–7(4−7)                  |
| Поразка   | 33–28 | Жов 2019 | Shanghai Masters, КНР                          | Masters 1000  | Тверде     | Лукаш Кубот           | Мате Павич Бруно Соарес                     | 4–6, 2–6                       |
| Поразка   | 33–29 | Жов 2019 | Vienna Open, Австрія                           | 500 Series    | Тверде (i) | Лукаш Кубот           | Ражів Рам Джо Солсбері                      | 4–6, 7–6(7–5), [5–10]          |
| Перемога  | 34–29 | Лют 2020 | Mexican Open, Мексика (2)                      | 500 Series    | Тверде     | Лукаш Кубот           | Хуан Себастьян Кабаль Robert Farah          | 7–6(8–6), 6–7(4–7), [11–9]     |
| Поразка   | 34–30 | Жов 2020 | Cologne Indoors, Німеччина                     | 250 Series    | Тверде (i) | Лукаш Кубот           | П'єр-Юг Ербер Ніколя Маю                    | 4–6, 4–6                       |
| Перемога  | 35–30 | Лис 2020 | Vienna Open, Австрія (3)                       | 500 Series    | Тверде (i) | Лукаш Кубот           | Джеймі Маррі Ніл Скупскі                    | 7–6(7–5), 7–5                  |
| Поразка   | 35–31 | Січ 2022 | Adelaide International, Австралія              | 250 Series    | Тверде     | Іван Додіг            | Роган Бопанна Рамкумар Раманатхан           | 6–7(6–8), 1–6                  |
| Поразка   | 35–32 | Тра 2022 | ATP Lyon Open, Франція                         | 250 Series    | Ґрунт      | Максімо Гонсалес      | Іван Додіг Остін Крайчек                    | 3–6, 4–6                       |
| Поразка   | 35–33 | Лип 2022 | Hall of Fame Open, США                         | 250 Series    | Трава      | Равен Класен          | Вільям Блумберґ Стів Джонсон                | 4–6, 5–7                       |
| Поразка   | 35–34 | Сер 2022 | Los Cabos Open, Мексика                        | 250 Series    | Тверде     | Равен Класен          | Вільям Блумберґ Міомір Кецмановіч           | 0–6, 1–6                       |
| Перемога  | 36–34 | Жов 2022 | Японія Open, Японія (2)                        | 500 Series    | Тверде     | Маккензі Макдоналд    | Рафаель Матос Давід Веґа Ернандес           | 6–4, 3–6, [10–4]               |
| Поразка   | 36–35 | Лют 2023 | Rio Open, Бразилія                             | 500 Series    | Ґрунт      | Хуан Себастьян Кабаль | Максімо Гонсалес Андрес Мольтені            | 1–6, 6–7(3–7)                  |
| Перемога  | 37–35 | Чер 2023 | Halle Open, Німеччина (3)                      | 500 Series    | Трава      | Джон Пірс (тенісист)  | Сімоне Болеллі Андреа Вавассорі             | 7–6(7–3), 3–6, [10–6]          |
| Поразка   | 37–36 | Кві 2024 | Monte-Carlo Masters, Монако                    | Masters 1000  | Ґрунт      | Александр Зверєв      | Сандер Жіє Йоран Вліґен                     | 7–5, 3–6, [5–10]               |
| Перемога  | 38–36 | Чер 2024 | Stuttgart Open, Німеччина                      | 250 Series    | Трава      | Рафаель Матос         | Роберт Ґалловей Джуліан Кеш                 | 3–6, 6–3, [10–8]               |
| Поразка   | 38–37 | Сер 2024 | Washington Open, US                            | 500 Series    | Тверде     | Рафаель Матос         | Натаніел Ламмонс Джексон Вітроу             | 5–7, 3–6                       |
| Поразка   | 38–38 | Лют 2025 | Argentina Open, Аргентина                      | 250 Series    | Ґрунт      | Рафаель Матос         | Гвідо Андреоцці Тео Аррібаже                | 5–7, 6–4, [7–10]               |
| Перемога  | 39–38 | Лют 2025 | Rio Open, Бразилія                             | 500 Series    | Ґрунт      | Рафаель Матос         | Хауме Мунар Педро Мартінес                  | 6–2, 7–5                       |

## Зовнішні посилання
- Досьє на сайті Асоціації тенісистів-професіоналів

## Виноски
1. 1 2  Association of Tennis Professionals website

| Тенісист | Це незавершена стаття про тенісиста чи тенісистку. Ви можете допомогти проєкту, виправивши або дописавши її. |